# Leanne Smith
Leanne Smith (* 28. Mai 1987 in North Conway, New Hampshire) ist eine ehemalige US-amerikanische Skirennläuferin. Sie war auf die Disziplinen Abfahrt, Super-G und Kombination spezialisiert.

## Biografie
Smith nahm im Dezember 2002 an ihren ersten FIS-Rennen teil, ab November 2004 folgten Einsätze im Nor-Am Cup, der nordamerikanischen Kontinentalmeisterschaft. Nach einem Jahr an der University of New Hampshire unterbrach sie 2006 ihr Studium, um sich ganz auf den Skisport zu konzentrieren. In der Saison 2006/07 wurde sie Gesamtsiegerin des Nor-Am Cups; hinzu kam der Sieg in der Super-G-Wertung.
Am 1. Dezember 2007 bestritt Smith ihr erstes Weltcup-Rennen, die Abfahrt in Lake Louise. Dabei erzielte sie den 23. Platz und holte somit auf Anhieb Weltcuppunkte. Tags darauf kam sie als 19. des Super-G erstmals unter die besten 20. In der Saison 2009/10 fuhr sie in vier Weltcuprennen unter die schnellsten 20 und erreichte am 23. Januar 2010 in der Abfahrt von Cortina d’Ampezzo als 15. ihr bestes Saisonergebnis. Sie gewann zudem eine Europacup-Abfahrt in Caspoggio und wurde US-amerikanische Meisterin in der Abfahrt. Bei den Olympischen Winterspielen 2010 wurde sie 18. im Super-G und 21. in der Super-Kombination.
Smith erreichte am 21. Januar 2011 mit Platz acht im Super-G von Cortina d’Ampezzo ihr erstes Top-10-Weltcupergebnis. Bei den Weltmeisterschaften 2011 in Garmisch-Partenkirchen kam sie nur als 19. im Super-G ins Ziel, während sie in Abfahrt und Super-Kombination ausfiel bzw. disqualifiziert wurde. Am Ende der Weltcupsaison 2011/12, in der sie meist ähnliche Resultate wie im Vorjahr erzielte, erreichte Smith mit Platz fünf im Super-G von Schladming ihr bis dahin bestes Weltcupergebnis. Ihren ersten Podestplatz erzielte sie am 14. Dezember 2012 als Zweite der Abfahrt von Val-d’Isère. Ein weiterer Podestplatz folgte am 19. Januar 2013 mit Platz 3 in der Abfahrt von Cortina d’Ampezzo.
In der Saison 2013/14 war ein sechster Platz Smiths bestes Weltcupergebnis. Bei den Olympischen Winterspielen 2014 in Sotschi klassierte sie sich im Super-G auf Platz 18. Verletzungsbedingt musste sie die Saison 2014/15 nach kurzer Zeit abbrechen, während sie die Saison 2015/16 sogar ganz ausfallen lassen musste. Smith versuchte in der Saison 2016/17 ein Comeback, konnte aber bei weitem nicht an ihre früheren Leistungen anknüpfen. Schließlich gab sie am 22. April 2017 ihren Rücktritt vom Spitzensport bekannt.

## Erfolge

### Olympische Spiele
- Vancouver 2010: 18. Super-G, 21. Super-Kombination
- Sotschi 2014: 18. Super-G

### Weltmeisterschaften
- Garmisch-Partenkirchen 2011: 19. Super-G
- Schladming 2013: 12. Abfahrt, 16. Super-G

### Weltcup
- 10 Platzierungen unter den besten zehn, davon 2 Podestplätze

### Nor-Am Cup
- Saison 2006/07: Gesamtsiegerin, 1. Super-G-Wertung, 5. Kombinationswertung, 6. Abfahrtswertung, 6. Riesenslalomwertung
- Saison 2016/17: 9. Abfahrtswertung
- 10 Podestplätze, davon 2 Siege

### Junioren-Weltmeisterschaften
- Altenmarkt/Flachau 2007: 10. Super-G, 15. Abfahrt, 35. Riesenslalom

### Weitere Erfolge
- US-amerikanische Meisterin in der Abfahrt 2010
- 1 Sieg im Europacup
- 1 Podestplatz im South American Cup
- 11 Siege in FIS-Rennen